# Route nationale 715
Pour les articles homonymes, voir Route 715.
La route nationale 715, ou RN 715, est une ancienne route nationale française reliant Gouzon à Ébreuil.

## Histoire
La route nationale 715 est définie à sa création en 1933 comme la route « de Guéret à Vichy ». La section de Guéret à Gouzon était assurée par la route nationale 145 et celle d'Ébreuil à Vichy par les routes nationales 698 (jusqu'à Gannat) et 9A (jusqu'à Vichy).
À la suite de la réforme de 1972, elle a été déclassée en RD 915.

## Tracé
- Gouzon
- Chambon-sur-Voueize (tronc commun avec la RN 693 devenue RD 993)
- Évaux-les-Bains (tronc commun avec la RN 696 devenue RD 996)
- Chambonchard
- Marcillat-en-Combraille, où elle rencontrait la RN 689.

Puis, elle faisait tronc commun avec la RN 689, la RN 688 et la RN 143 pour rejoindre Menat
- Pont de Menat, commune de Menat
- Chouvigny
- Ébreuil